# Phil Castaza
Phil Castaza, de son vrai nom Philippe Castagnet, est un dessinateur de bande dessinée français, né le 7 juillet 1966 à Charmes (Vosges). Actif depuis 1990, il a dessiné plusieurs séries dans différents genre, principalement chez Soleil Productions.

## Biographie
Né le 7 juillet 1966 à Charmes dans les Vosges, Philippe Castaza s'oriente vers le dessin de bande dessinée à l'issue de son service militaire. En 1990, les éditions Soleil, que Mourad Boudjellal venait de lancer l'année précédente, entament la publication de sa première série, La Crypte du souffle bleu, récit de fantasy écrit par René Durand.

## Œuvres
Sauf précision, Castaza est le dessinateur de ces albums, et son ou ses collaborateur(s) leur(s) scénariste(s).
- La Crypte du souffle bleu, avec René Durand, Soleil :

1. Le Pays rouillé, 1990  (ISBN 2-87764-039-6).
2. La Barrière des instants perdus, 1992  (ISBN 2-87764-090-6).
3. Les 9 Armées de rouille, 1993  (ISBN 2-87764-140-6).

- Terre à chaos, avec Cri-bleu, Vents d'Ouest, coll. « Grand Large » :

1. Cul de sac, 1994  (ISBN 2-86967-274-8).
2. Ressac, 1995  (ISBN 2-86967-318-3).

- Champions !, 2L Productions, 1999  (ISBN 2-911818-07-5).
- Récits d'un siècle oublié, t. 1 : Ab Oculis, avec Chric, Le Téméraire, coll. « Golem », 1999  (ISBN 2-84399-044-0).
- Khatedra, avec Ange, Soleil :

1. Le Voyage, 2001  (ISBN 2-84565-063-9)[3].
2. Sans retour, 2002  (ISBN 2-84565-201-1).

- Contes des Hautes Terres t. 1 : La Longue Nuit, avec Mathieu Gallié , Delcourt, coll. « Terres de légendes », 2002  (ISBN 2-84055-867-X)[4].
- Les Teigneux, avec Philippe Chanoinat, Soleil[5] :

1. Bazooka Twist, 2002  (ISBN 2-84565-321-2)[6].
2. Carnage Boogie, 2003  (ISBN 2-84565-462-6).
3. Rock'n roll biniou, 2004  (ISBN 2-84565-906-7).
4. Be-Bop Boom, 2005  (ISBN 2-84946-064-8).

- On achève bien les cons !, avec Philippe Chanoinat (d'après Georges Lautner), Soleil, 2004  (ISBN 2-84565-655-6).
- Les cons, ça ose tout, avec Philippe Chanoinat (d'après Georges Lautner) Le Lombard, 2006  (ISBN 2-8036-2178-9).
- Les Contes de Brocéliande, t. 4 : Du rififi en Bretagne (dessin), avec Philippe Chanoinat (scénario), Soleil, coll. « Soleil Celtic », 2006  (ISBN 2-84946-450-3).
- Les Aventuriers du temps, avec Philippe Chanoinat, Le Lombard :

1. Piégés, 2008  (ISBN 978-2-8036-2395-2).
2. Sans retour, 2009  (ISBN 978-2-8036-2506-2).
3. Intrigues, 2009  (ISBN 978-2-8036-2588-8).

- CIA : Le cycle de la peur, avec Jean-Luc Sala, Soleil :

1. Le Jour des fantômes, 2010  (ISBN 978-2-302-01230-1).
2. L'Heure des loups, 2011  (ISBN 978-2-302-01748-1).
3. La Dernière Minute, 2012  (ISBN 978-2-302-02267-6).

- Saint-Gervais : des bains au Mont-Blanc, avec Gabriel Grandjacques, Éditions du Signe, 2012  (ISBN 978-2-7468-2932-9).
- L'Histoire de Carcassonne, avec Jean-Marie Cuzin et Claude Marquié, Éditions du Signe, 2013  (ISBN 978-2-7468-2982-4).
- Voitures de légende, t. 1 : La DS, avec Laurent Moënard, Soleil, 2014  (ISBN 978-2-302-04217-9)[7],[8].
- RCT : La BD officielle, avec Benjamin Ferré et Mourad Boudjellal, Soleil :

1. Parce que Toulon !, 2017  (ISBN 978-2-302-06386-0)[9].
2. Les Minots de la rade, 2018  (ISBN 978-2-302-06968-8).

- Nos vies prisonnières, avec Parno, Bamboo, coll. « Grand Angle », 2019  (ISBN 978-2-8189-4462-2)[10],[11].
- Arthur et les Minimoys, avec Jean-Christophe Derrien, Soleil, coll. « Jeunesse » :

1. La Course des 7 terres, 2019  (ISBN 978-2-302-07547-4).
2. Le Grand Pyromane, 2019  (ISBN 978-2-302-07774-4).

- Sold Out, Soleil :

1. Face 1, 2021  (ISBN 978-2-302-09009-5).

- Nota Bene, t. 4 : La Mythologie égyptienne, avec Mathieu Mariolle, Soleil, 2021  (ISBN 978-2-302-09451-2).